# Leonora
Leonora é uma vila da região de Ilhas do Essequibo–Demerara Ocidental, na Guiana. As localidades vizinhas são Anna Catherina e Uitvlugt.
O local foi batizado devido a uma antiga plantation de açúcar de 8 mil acres, que operou de 1789 até 1986, quando a fábrica de açúcar Leonora Estate foi fechada.

## Edificações
Em Leonora, está localizado o estádio Synthetic Track and Field Facility, com capacidade para 3.000 pessoas e utilizado para as partidas da Seleção Guianense de Futebol.